# Jorge Moragas
Jorge Moragas Sánchez (Barcelona, 21 de junio de 1965) es un diplomático y político español. Ha sido embajador representante permanente de España ante las Naciones Unidas (2017-2018); embajador de España en la República de Filipinas (2018-2022); y embajador de España en Tanzania, con concurrencia en Ruanda y Burundi (desde 2022).

## Formación académica
Licenciado en Derecho por la Universidad de Barcelona y diplomado del Centro de Estudios Internacionales de Barcelona, completó su formación en Tours (Francia), en la Universidad Drew de Estados Unidos y en la sede de la ONU en Nueva York. Ingresa en la carrera diplomática en el año 1995.

## Carrera política

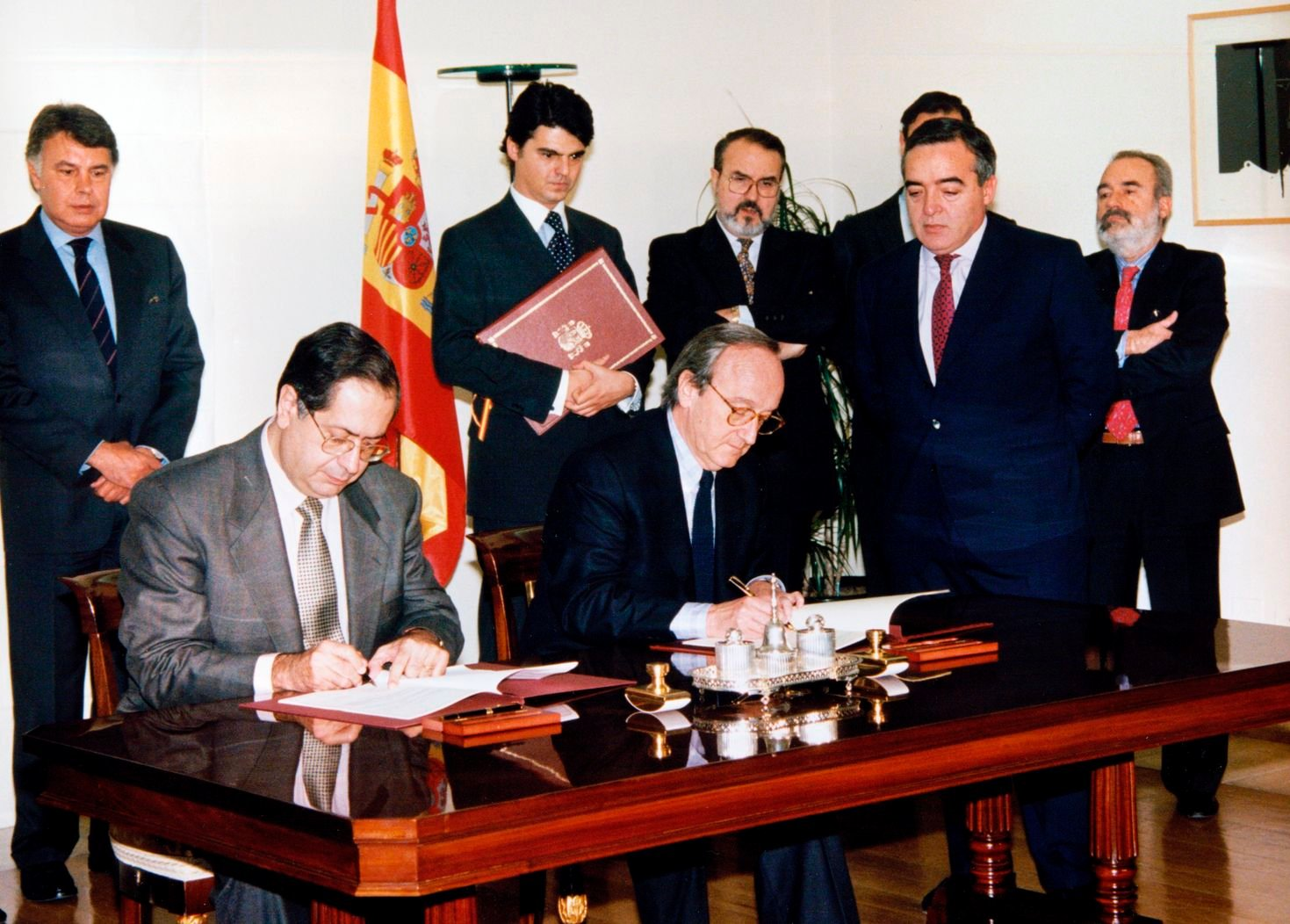
Un joven Moragas, acompañando a Felipe González en la firma de unos acuerdos entre los ministros de Asuntos de Exteriores de Portugal y España —Jaime Gama y Carlos Westendorp— en enero de 1996

Tras su ingreso en el Cuerpo Diplomático, fue nombrado asesor de Protocolo de la Presidencia del Gobierno con Felipe González, puesto que ocupó entre 1995 y 1998. Posteriormente, fue nombrado director de gabinete del secretario general de la Presidencia del Gobierno, cargo que ostentó hasta 2002.
En el año 2000 se vinculó al Partido Popular y en 2002 José María Aznar le situó al frente de la Secretaría de Relaciones Internacionales del partido, desde donde dirigió la acción exterior del mismo, su participación en el Partido Popular Europeo o en organizaciones internacionales como la Internacional Demócrata de Centro o la Unión Internacional Demócrata. Igualmente, fue el coordinador del área internacional del programa electoral del partido para las elecciones de 2004 y 2008.
Ha sido diputado del Partido Popular por Barcelona en la VIII Legislatura de España (2004), IX Legislatura de España (2008), X Legislatura de España (2011), XI Legislatura de España (2015) y XII Legislatura de España (2016). En esta etapa fue miembro de la Comisión de Asuntos Exteriores, de la Comisión Mixta para la Unión Europea y de la Comisión de Cooperación Internacional para el Desarrollo y fue promotor de diversas iniciativas sobre Cuba y Venezuela en el Parlamento Europeo.  
En junio de 2008 fue nombrado coordinador de Presidencia y de Relaciones Internacionales del Partido Popular, donde es miembro del Comité Ejecutivo Nacional.
Tras las elecciones de 2011 fue nombrado jefe de Gabinete del Presidente del Gobierno de España, cargo que renovó tras su nombramiento en noviembre de 2016. Asimismo, Jorge Moragas es Secretario del Consejo de Seguridad Nacional, órgano responsable de la elaboración de la Estrategia de Seguridad Nacional.
El 18 de junio de 2015 fue designado por el presidente Mariano Rajoy director de la campaña del PP para las elecciones generales del 20 de diciembre de 2015, cargo que ostentó nuevamente durante la campaña de las elecciones del 26 de junio de 2016.
El 22 de diciembre de 2017 presenta su renuncia y abandona la política nacional. Ese mismo día el Consejo de Ministros aprobó su nombramiento como embajador representante permanente de España ante la ONU, en sustitución de Román Oyarzun. Entregó credenciales a António Guterres el 28 de febrero de 2018.
El primer Gobierno de Pedro Sánchez le nombró embajador en la República de Filipinas (2018-2022), con concurrencia en las Islas Marshall, Micronesia y Palaos. Precisamente, Filipinas es el país natal de su familia materna.
Posteriormente embajador de España en Tanzania con concurrencia en Ruanda y Burundi (desde 2022).

## Condecoraciones
En sus primeros años de carrera, le fue impuesto el Cóndor de los Andes en Grado de Comendador por parte del Gobierno de Bolivia por su labor en pro de fortalecer las relaciones con España. También recibió la Gran Cruz Bernardo de O'Higgins del Gobierno de Chile. Del mismo modo, en España fue nombrado Caballero de la Orden de Carlos III, de la Orden del Mérito Civil y galardonado con la Cruz al Mérito Militar.
En 2007, recibe el Premio a la Libertad por su apoyo a la transición a la democracia en Cuba y reforzar las relaciones trasatlánticas, otorgado por la Asociación Bancaria de Florida.
Ya en su etapa como jefe de Gabinete de la Presidencia del Gobierno, es condecorado en 2013 con la Encomienda de Número al Mérito Agrario por su trabajo decisivo en la negociación del Marco Financiero Plurianual 2014-2020, fundamental para los intereses agrarios españoles. Ese mismo año, el Gobierno de Colombia le concede la Gran Cruz de la Orden de San Carlos por impulsar iniciativas en favor de las relaciones entre ambos países.
Posteriormente, en 2014, es nombrado Gran Oficial de la Orden de la Estrella de Italia y, en 2015, recibe la Gran Cruz de la Orden El Sol del Perú, por su papel durante la Visita de Estado del Presidente de la República, así como su papel en el fortalecimiento de la relación bilateral entre ambos países.
En marzo de 2016 es nombrado Comendador de la Legión de Honor de la República Francesa.

## Artículos publicados
- España, en el limbo de la seguridad perpetua (Tercera de ABC, 01/03/2002):
- Luces y sombras del 11-S (ABC, 12/09/2002)
- O.P.N.I.... o la UE del siglo XXI (El Mundo, 11/11/2002)
- Los distintos caminos para la paz (Periódico universitario "Menos 25", 24/02/2003)
- ¿Qué ha pasado en la UE? (Revista de la Fundación Víctimas del Terrorismo, 09/03/2003)
- Actuem per la pau (Periódico Avui, 31/03/2003)
- No hay alternativa (Tercera de ABC, 14/07/2003)
- Contraluz en La Habana (La Razón, 06/04/2003)
- La naturaleza de la Unión: Estados y Ciudadanos (Revista Abogacía, 02/02/2004)
- Regreso a ninguna parte (Tercera de ABC, 07/06/2004)
- Expreso de Medianoche (El Mundo, 26/12/2004)
- No a la rendición preventiva (Tercera de ABC, 17/03/2005)
- Hugo Chávez o la antorcha humana (Época, agosto de 2005)
- ¿Defensa de intereses o rendición preventiva (El Mundo, 02/10/2005)
- Una apropiación indebida del sufrimiento de los débiles. La revolución socialista de Hugo Chávez (Nueva Revista 101, 09/10/2005)
- Entrevista en el libro Europa a debate. 20 años después (1986-2006)
- Zapatero y el mantra de la paz (ABC-Tribuna abierta, 02/09/2006)
- Las relaciones entre España y Estados Unidos (Asociación Cultural Foro Zafrense, septiembre de 2006)
- Cameron o la generación 'google' (Expansión, 01/12/2006)
- Striptease nacional (ABC-Tribuna abierta, 26/10/2006)
- Apuntes iberoamericanos, el realismo mágico (Expansión, 01/12/2006)
- Neocom.1 (ABC, 10/05/2007)
- ¡Viva! (ABC, 23/06/2007)
- La Mamba negra, o la "cuatro pasos" (ABC, 03/09/2007)